# Cirrhitiara simplex
Cirrhitiara simplex is een hydroïdpoliep uit de familie Pandeidae. De poliep komt uit het geslacht Cirrhitiara. Cirrhitiara simplex werd in 1991 voor het eerst wetenschappelijk beschreven door Xu, Huang & Chen. 